# Río San Francisco (Brasil)
El río San Francisco (en portugués: Rio São Francisco, pronunciación en portugués: /sɐ̃w fɾɐ̃ˈsiʃku/) es un río brasileño que nace en la Serra da Canastra en Minas Gerais, aproximadamente a 1200 metros de altura, atraviesa el estado de Bahía, siendo el límite al norte con Pernambuco, también es la división natural entre Sergipe y Alagoas donde desemboca en el océano Atlántico. Es conocido en Brasil como el río de la unidad nacional o río de la integración nacional.
Sus principales afluentes son los siguientes ríos: Paraopeba (546,5 km), Abaeté (306,5 km), das Velhas (802,3 km), Jequitaí, Paracatu (485 km), Urucuia (461,8 km), Verde Grande (569,5 km), Carinhanha (468,2 km), Corrente- Formoso, y Grande (580 km).
Según fuentes  tiene una extensión de 2.831 km. Es un río de gran importancia económica, social y cultural para los estados que recorre. Folclóricamente, es citado en varias canciones (llamado popularmente de "Velho Chico") y existen muchas leyendas en torno a las "carrancas" (entidades del mal) que hasta hoy persisten.
Los trechos navegables están en los cursos medio y bajo. El más grande, entre Pirapora y Juazeiro-Petrolina, con 1.371 km de extensión, puede ser analizado en tres partes, debido a algunas características distintas de su recorrido. La primera parte se extiende desde Pirapora hasta el extremo superior de la represa hidráulica de Sobradinho, próximo a la ciudad de Xique-Xique, tiene 1.074 km de extensión. En el São Francisco medio, la navegación es ejercida por la FRANAVE, con una flota adecuada a las actuales condiciones de la vía navegable.
Las principales mercaderías transportadas son cemento, sal, azúcar, arroz, soja, manufacturas, madera y principalmente gipsita. En el São Francisco bajo y medio, se promueve el transporte de turistas en embarcaciones equipadas con calderas a leña.
Actualmente hay un proyecto de desviamiento o "trasvase" en el último tramo para aliviar el problema de la sequía en los estados del Nordeste brasileño, sin embargo existe oposición por parte de algunos sectores al proyecto. En octubre de 2015 ya estaban listas 75,8% de las obras previstas en el proyecto de trasvase.

## Historia

### Pueblos originarios y colonización
Tradicionalmente, la etnia xacriabá ocupa gran parte de la extensión del río São Francisco.
Como escribió Guimarães Rosa, su historia ha sido la del sufrimiento de un río que durante más de quinientos años ha sido fuente de vida y riqueza. Su descubrimiento se atribuye al navegante florentino Américo Vespucio, que navegó por su desembocadura en 1501. El 4 de octubre del mismo año, una expedición de reconocimiento navegó por la costa brasileña, cerca de la costa, comandada por André Gonçalves y Américo Vespucio, y procedente del cabo de São Roque. El nombre es un homenaje a San Francisco de Asis, celebrado en esa fecha. La región del estuario estaba habitada por los indios, que la llamaban Opará, que significa algo así como "río-mar". Otra expedición, en 1503, llegó al estuario, comandada por Gonçalo Coelho, de nuevo con Américo Vespúcio. El río sólo fue visitado en las proximidades de la desembocadura, ya que la selva, la desconocida caatinga y las feroces tribus impedían a los blancos penetrar en la tierra.

### Expediciones, entradas, banderas

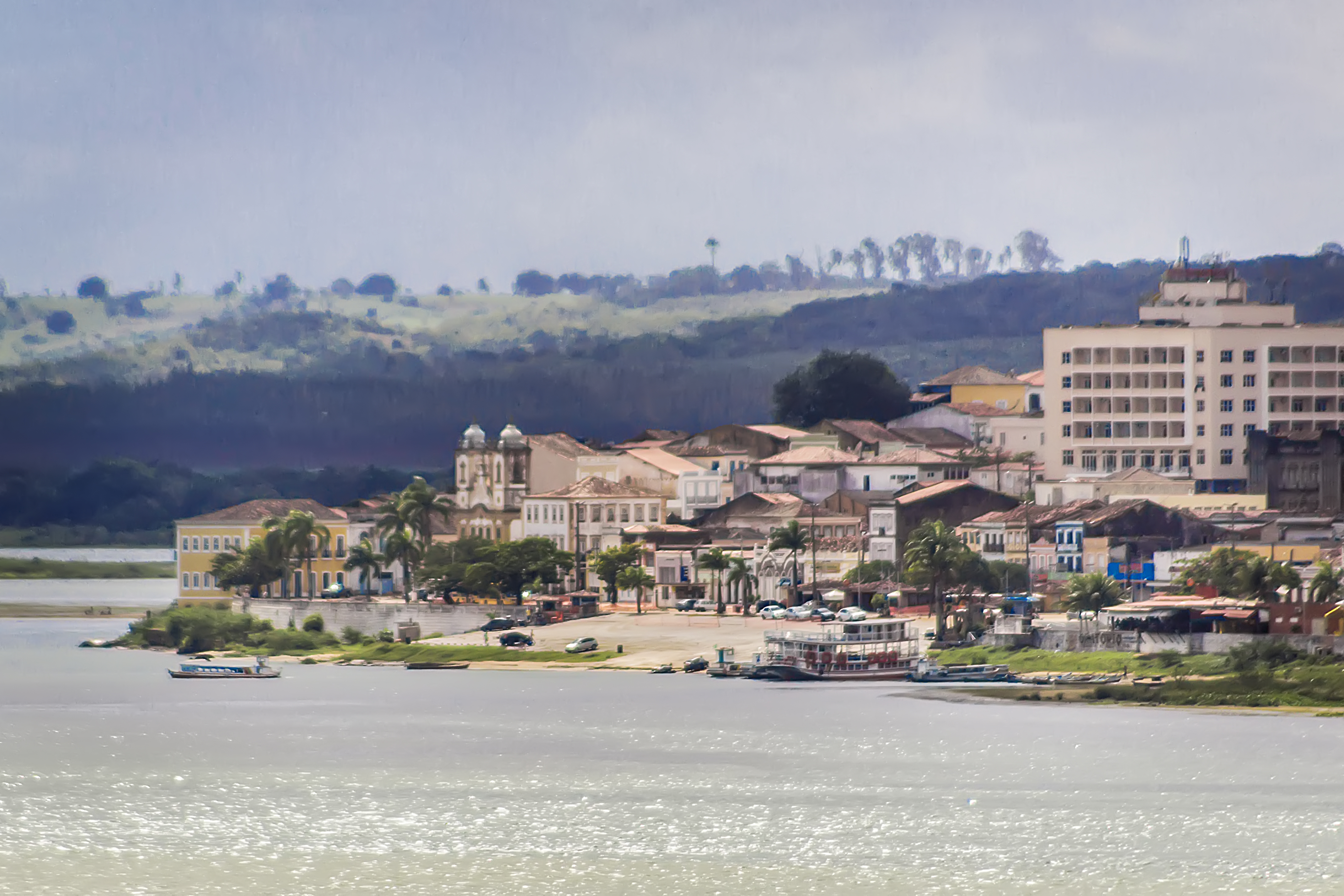
Vista de Penedo en Alagoas, cuyo origen se remonta al gobierno del primer donatario de la Capitanía de Pernambuco, Duarte Coelho.

Río São Francisco en Piaçabuçu, Alagoas.

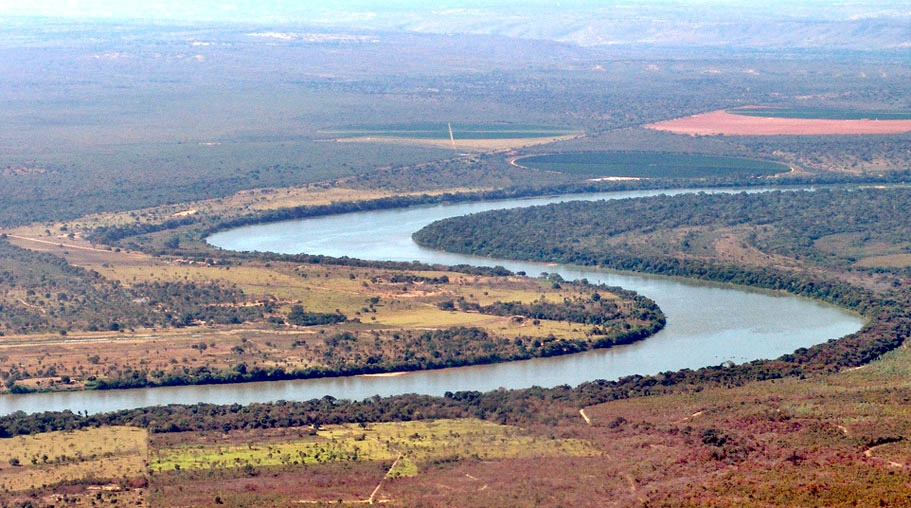
Río São Francisco entre Ponto Chique y Pirapora, Minas Gerais.

Foz do rio São Francisco, entre Brejo Grande y Piaçabuçu.

Entre 1535 y 1560, el primer donatario de la capitanía de Pernambuco, Duarte Coelho, fundó la ciudad de Penedo, en el actual estado de Alagoas. Fue el primer asentamiento en el litoral, fundado a casi 40 kilómetros de la costa. La ubicación estratégica de la aldea, a las puertas del sertão, también atrajo la atención de los holandeses, hasta el punto de que más tarde, en 1637, consiguieron levantar un fuerte.
Los franceses ya frecuentaban la costa, y ciertamente alrededor de 1526 estaban en el río São Francisco, tanto que una pequeña bahía, cerca de la desembocadura, recibió el nombre de Puerto de los Franceses. Cerca de allí, tuvo lugar el famoso naufragio de Pero Fernandes Sardinha, primer obispo de Brasil. Escapando del naufragio, en 1556, fue detenido y devorado por los indios Caetés (tribu). Las tribus indígenas que vivían allí eran llamadas Tapuias por los Tupis, como llamaban a cualquier tribu que no hablase su misma lengua. Había básicamente dos grupos indígenas distintos en la costa de Brasil: los Tupis y los Gês.
La colonización del valle medio del río tuvo lugar en dos periodos distintos, el segundo casi un siglo después del otro. Los primeros asentamientos en el São Francisco medio comenzaron en el extremo aguas abajo. Exploradores de Olinda, fundada en 1534, y de Salvador (Bahía), en 1549, se aventuraron en el valle del río en medio de inmensas dificultades, debido a la agresividad de la naturaleza y a la presencia de salvajes. Uno de los primeros núcleos de colonización se estableció en Bom Jesus da Lapa. Una expedición procedente de Olinda, entre 1534 y 1550, llegó a la región, alcanzando Lapa. Años más tarde, otra expedición, procedente de Salvador, estuvo allí. A mediados de siglo, un grupo de 200 hombres fundó allí un establecimiento y numerosas explotaciones ganaderas. A finales del siglo XVII, la historia registra la existencia de una hacienda ganadera cerca de la actual ciudad de Barra, principal estación de abastecimiento del medio São Francisco.
Con la autorización del Corona portuguesa, en 1543 se inició la ganadería, actividad que marcó la historia del valle. La explotación se limitó a la costa, principalmente por culpa de los indígenas. Los pancararus, aticuns-umãs, cambiuás, trucás, quiriris, tuxás y pancararés, son restos actuales de los antiguos pueblos. Las leyendas sobre riquezas extraordinarias atraían a los aventureros; pensaban que encontrarían oro y piedras preciosas. Había, sobre todo en Porto Seguro, informaciones delirantes sobre tribus que se adornaban con oro, piedras verdes y diamantes. Por orden del rey Dom João III, el gobernador general Tomé de Sousa ordenó la exploración del río, en 1553, a Francisco Bruza de Espinosa, que formó la primera entrada de penetración, llevando a un jesuita País Vasco, João de Azpilcueta Navarro. La ruta de este viaje y una carta del sacerdote son los primeros documentos que describen el río São Francisco. Sin embargo, no se encontraron las soñadas minas de oro y plata, como en las tierras españolas del Alto Perú.
Duarte Coelho, gobernador, organizó una expedición cuyas naves entraron por el estuario, lucharon contra los franceses allí encontrados, que hacían trueque con los nativos, y los expulsaron. En esta ocasión, navegó unas leguas río arriba. En 1560, un hijo de Duarte Coelho, Duarte Coelho de Albuquerque, segundo donatario de Pernambuco, y su hermano Jorge lucharon contra los caetés durante cinco años. El río fue visitado en 1561 por la expedición de Vasco Rodrigues de Sousa y en 1575 en la entrada llamada "Mata-Negro". Marco de Azevedo viajó tierra adentro con un grupo en 1577. También se sabe que en 1583 João Coelho de Sousa penetró en el sertão y llegó hasta el río.
En 1587, el gobernador Luís de Brito ordenó la exploración del río São Francisco y dio la responsabilidad a Sebastião Álvares, en una iniciativa fallida. Gaspar Dias de Ataíde y Francisco Caldas vieron su expedición diezmada en 1588. En 1590, Cristóvão de Barros entró en la región, que hoy es el estado de Sergipe, hasta el bajo São Francisco, estableciendo un camino que serviría a los colonizadores y como defensa contra los franceses. En 1595, un descendiente de Caramuru, Melchior Dias Moreira, según una carta escrita al Conde de Sabugosa, penetró y cruzó el río São Francisco. Impulsados por la codicia, los colonizadores comenzaron a diezmar a los indios, que huyeron hacia la meseta central. Así, se erigieron los primeros pequeños asentamientos, iniciando la dominación de la región.
En 1675, jazidas de oro son encontrados en afluentes del São Francisco por los bandeira de Lourenço de Castanho que masacraron a los cataguases de la región. Entre las decenas de expediciones de bandeirantes que palearon el São Francisco se encontraban Matias Cardoso, Domingos Jorge Velho, Domingos Sertão, Borba Gato y Domingos Mafrense. Este último remontó algunos afluentes, llegando a las fuentes del río Parnaíba. En su honor, existe una población llamada Vila Mafrense, en el municipio de Paulistana, Piauí. En esta época, los reinóis aún enfrentaban la resistencia de los esclavos fugitivos. El quilombo formó una verdadera república negra que desafió el dominio de la Corona durante mucho tiempo. El 20 de diciembre de 1695, una tropa mercenaria contratada por Portugal y los usineiros azucareros de la capitanía de Pernambuco destruyeron el último foco de resistencia armada de los esclavos, vinculado al famoso Quilombo dos Palmares.
El ciclo del oro comenzó realmente con la bandeira de Fernão Dias Paes Leme, en las últimas décadas del siglo XVII. Los ríos Velhas y São Francisco constituían la ruta natural hacia la costa y Portugal. El São Francisco, río arriba, traía las mercancías necesarias para las minas y las granjas, y los barcos que volvían traían el oro. Pronto se formaron bandas de ladrones en los caminos y, sobre todo, en el río. Para combatirlas, las autoridades nombraron bandeirantes como Matias Cardoso de Almeida, su hijo Januário Cardoso y Domingos do Prado Oliveira. Como muchas bandas se refugiaron en las aldeas indias, el hecho sirvió de pretexto para expediciones genocidas, como la comandada por Januário Cardoso y el portugués Manuel Pires Maciel Parente, que destruyó la mayor aldea india de aquella región - Itapiraçaba, de los indios caiapós. A principios del siglo XVIII, la banda de Domingos do Prado Oliveira destruyó la gran aldea de los guaiaba, en la isla que bordea el São Romão (Minas Gerais), un terrible genocidio. Este bandeirante y su gente se asentaron en la aldea de Pedras de Cima, más tarde llamada Pedras dos Angicos]].
Habría más de cien familias paulistas desde 1690 en el llamado "distrito del cuero", que era el valle del río São Francisco, con las zonas ribereñas de los afluentes, que se habrían originado de los bandeirantes expedicionarios llamados al Norte contra los Tapuias y los quilombos, que como Borba Gato se dedicaron inicialmente a la ganadería entre sus descendientes muchos de los contrabandistas que en el siglo XVIII desangraron el Quintos del rey río abajo, de bubuia, por los derechos que se arrogaban como poseedores de los dátiles y por las crecientes exacciones de la Hacienda Real, como el quinto y las capitações. Los paulistas siempre estuvieron entre los factores de los movimientos armados en el inicio de la capitanía de Minas - la Guerra dos Emboabas, la rebelión de Pitangui, los notorios disturbios del sertão con las figuras románticas de D. Maria da Cruz y el cura Antônio Mendes Santiago.

### El sistema de sesmarias

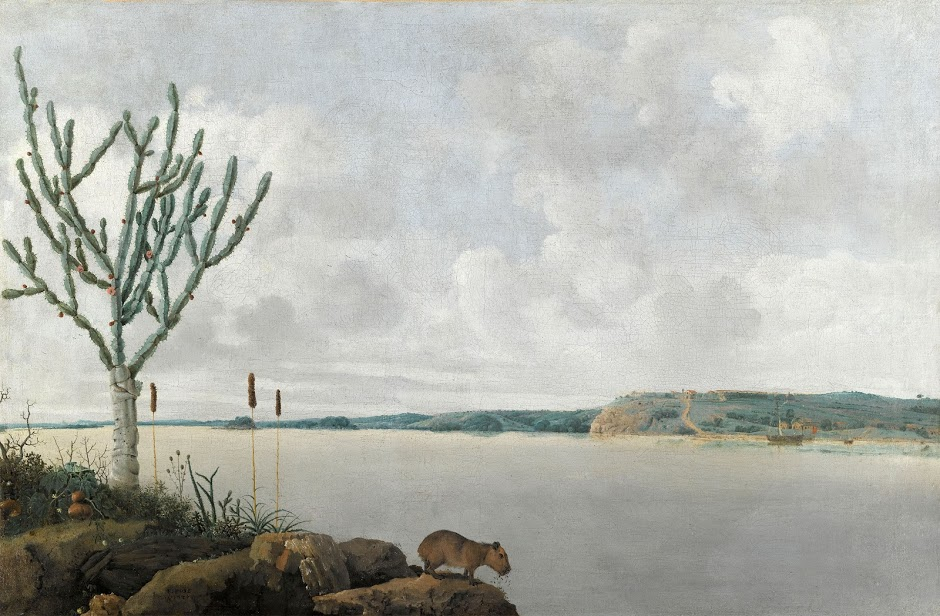
El río San Francisco por Frans Post, 1635, Museo del Louvre.

La ocupación sólo se produjo a través del sistema de sesmarias. El río São Francisco ocupaba parte del terreno atribuido a la Casa da Torre por Garcia d'Ávila ya la Casa da Ponte por Antônio Guedes de Brito. García d'Ávila tomó posesión de sus tierras en 1573: había más de 70 leguas entre el río São Francisco y el río Parnaíba, en Piauí. Dicen los historiadores que, residiendo en la praia do Forte, cerca de Salvador, y poseyendo una Carta de Sesmaria, por ser noble, García D'Ávila avanzó hacia el São Francisco, construyendo un corral y una choza a ciertas distancias, donde dejó 20 novillas y un toro, y, para cuidar la manada, un par de esclavos. Así, se convirtió en el primer terrateniente de São Francisco. Tomó posesión de la tierra irregularmente, pues el Capítulo 26 del Regimiento traído por Roque da Costa Barreto determinó que, si a nadie se le daba tanta tierra que no pudiera cultivarla por sí mismo, quitársela a quien no hazlo No fue exactamente la forma en que García D'Ávila ocupó el sertão.
La Casa da Ponte, sin embargo, recibió como compensación por los servicios prestados y los bienes suministrados a las guerras, 960 kilómetros de ribera, que comenzaban en el Cerro Chapéu, en el actual municipio de Jacaraci, estado de Bahía, extendiéndose hasta las fuentes del río das Velhas, en Minas Gerais. En 1637, los holandeses invadieron el pueblo de Penedo por su situación estratégica en la desembocadura del río, donde construyeron el Forte Maurício, en honor a Maurício de Nassau. El dominio holandés se mantuvo hasta 1645, cuando los portugueses retomaron la región. Otro factor importante de la ocupación fueron las misiones religiosas, iniciadas por los frailes capuchinos bretones a partir de 1641.  Durante la ocupación holandesa, el propio Mauricio de Nassau estuvo en el São Francisco, habiendo dominado la zona de Alagoas, hasta Penedo.
En el sertão de São Francisco la persona más importante fue Manuel Nunes Viana, que se convirtió en el dueño de la mayor fortuna del São Francisco, ya que obtuvo poder de la hija del señor de la Casa da Ponte, Isabel Guedes de Brito, para administrar las tierras de la herencia y cobrar el foro sobre la sesmaria. Y de pobre Manuel Nunes pasó a ser un potentado en ganado y tierras, durante el ciclo del cuero, en el valle de São Francisco, ayudando también en el contrabando de oro al puerto de Salvador y desafiando al Conde de Assumar en Vila Rica (actual Ouro Preto).

### Misiones religiosas

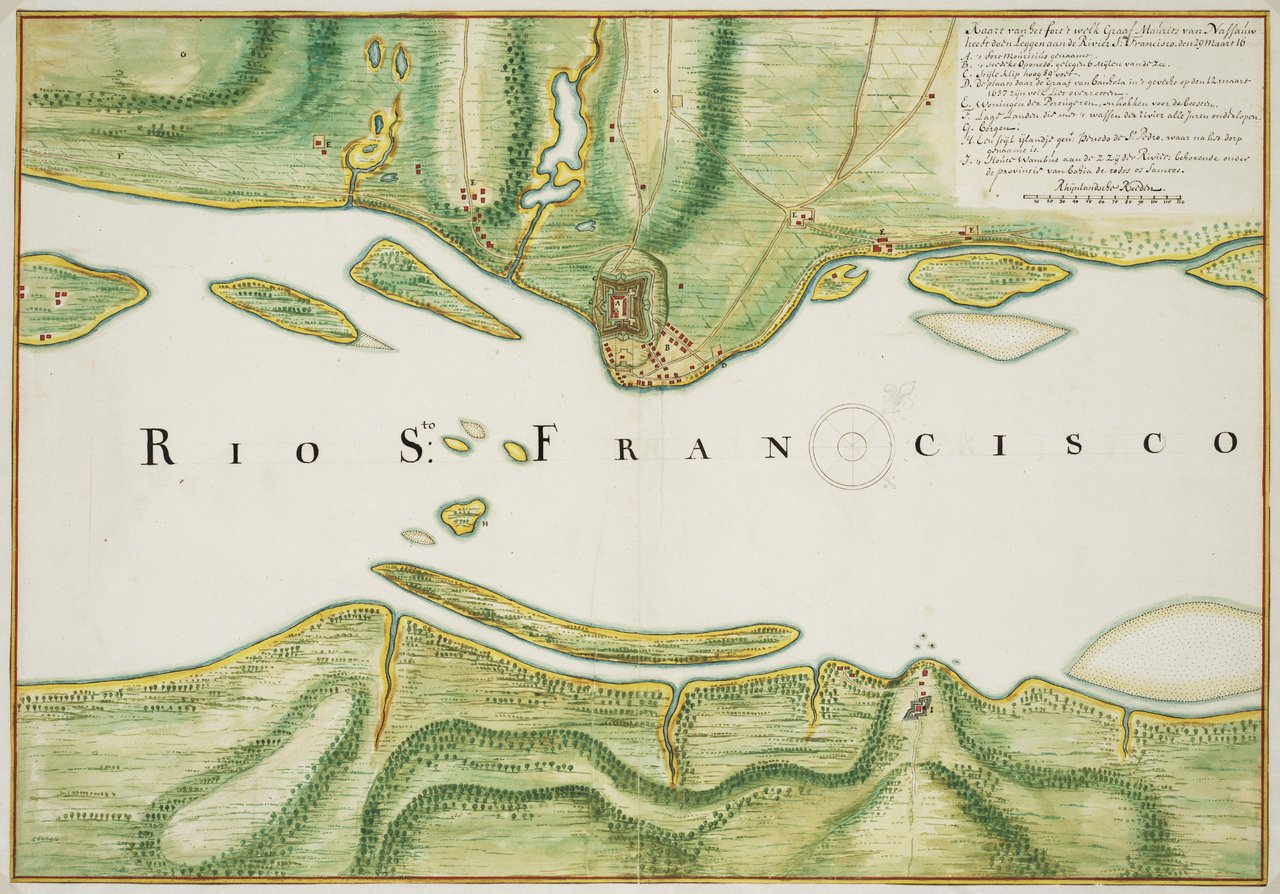
Johannes Vingboons - Kaart van Fort Maurits bij Rio Santo Francisco (1665).

Ayudaron a la ocupación de las misiones, registradas en la región desde 1641. Los franciscanos capuchinos bretones establecieron las primeras aldeas. En un relato del fraile Martim de Nantes se advierte el comportamiento atrabiliario de la familia de García d'Ávila, en constantes desavenencias con los franciscanos. Los frailes se quejaban de la constante interrupción de las misiones, que generalmente se instalaban en las islas, zonas más fértiles; al mismo tiempo, los vaqueros de la Casa da Torre, en el período de la sequía, que dura seis meses al año, empujaban los rebaños para comerse las cosechas de los indios, obligándolos a buscar alimento en la caza, dispersándose en la caatinga e interrumpiendo la labor de catequesis. 
Los roces entre los misioneros y los herederos de García de Ávila impregnan la correspondencia entre los sacerdotes y sus superiores. Culminan en la desaprobación de la acción de las barbas bretonas, por parte de las viudas de la Casa de la Torre. Y finalmente, en la prohibición oficial de cualquier comunicación de la región con el sur. Una vez descubierto el oro en las tierras que pasarían a ser conocidas como Minas, la corte temió el contrabando a través del puerto de Salvador, con lo que la cuota del 20% (el "Quinto do ouro|quinto") recaudada por el rey de Portugal escapó al control gubernamental. Así, la cédula real de 1701 prohibía "toda comunicación de aquella parte del interior bahiano con las minas de los paulistas del interior de Minas Gerais", amenazando a los infractores con severas penas.  El aislamiento sería perjudicial porque la región se estancó debido a la falta de contacto con comunidades más cultas. Dice Lacerda: "La región atravesó el siglo XIX en un melancólico letargo, sólo sacudido por la curiosidad de algunos naturalistass botánicoss y geógrafoss que la visitaban, y por la conmoción de las luchas de bandas enfrentadas, facciones medievales, como guelfos y gibelinos con gibas abrochadas, perpetuando rencillas familiares, generalizando, con reuniones intermitentes, las cuestiones domésticas de los señores del río". Pero el aislamiento sirvió por otro lado para generar una sociedad muy particular, con sus leyendas, mitos, juergas, miedos, sus creencias, su vocabulario.

### Descubrimiento de oro
El Alto São Francisco sólo fue colonizado después del descubrimiento del oro, a finales del siglo XVII y principios del XVIII. La región sólo fue recorrida en el siglo XVII por exploradores, probablemente procedentes del norte, sin que se produjera ningún asentamiento. Cuando se descubrió oro en 1698, en el lugar donde hoy se encuentra Ouro Preto, el Alto São Francisco se desarrolló como consecuencia de la prosperidad minera, que estaba en expansión. Muchos paulistas se establecieron en el Alto São Francisco, fundando ciudades que hoy llevan sus nombres.
El descubrimiento de oro en Goiás, hacia 1720, intensificó el asentamiento. En el bajo São Francisco, el asentamiento se vio dificultado por la formación de aldeas de esclavos fugitivos de los ingenios azucareros. Desde principios del siglo XVIII, el desbroce del São Francisco fue completado por gentes de Salvador y Recife (Pernambuco). El descubrimiento de oro en Jacobina, en el valle medio, cerca de la cabecera de su afluente, el río Salitre, y el asentamiento de Piauí, Maranhão y Ceará contribuyeron al poblamiento. Se desarrollaron haciendas ganaderas.

Inauguración del puente del ferrocarril sobre el río São Francisco uniendo Sergipe con Alagoas, 1972. Archivo Nacional de Brasil.

En aquella época, el alto São Francisco también estaba poblado, y era atravesado por las rutas de penetración hacia Goiás, a lo largo de las cuales se asentaron muchas personas, bien para explorar en busca de diamantes y oro, bien para criar ganado. [João Leite da Silva Ortiz]], ayudante de Bartolomeu Bueno da Silva (Anhanguera), que en 1722 descubrió oro en Goiás, acabó viviendo en el lugar donde hoy se levanta Belo Horizonte, instalando una granja en la sierra de Congonhas. Durante el siglo XVIII, los continuos descubrimientos de minerales y piedras provocaron nuevos asentamientos en las zonas montañosas, causando pocos cambios en el valle del río. Montes Claros, en la cuenca del Río Verde Grande, comenzó en este siglo como zona agrícola, y hoy es una de las ciudades más importantes.

### Época contemporánea
Alrededor de 1800, la industria minera comenzó a declinar, y muchas ciudades y asentamientos disminuyeron en tamaño e importancia. La agricultura sustituyó a la minería. Los pueblos nacidos de la minería subsistían gracias a la agricultura. Los primeros estudios sobre la explotación del potencial socioeconómico se realizaron en el siglo XIX. En 1852, el ingeniero francés Emmanuel Liais fue contratado por el emperador Dom Pedro II para estudiar el río y las posibilidades de desarrollar su navegación. En 1855, el alemán Henrique Halfeld, contratado por el Imperio, desarrolló estudios similares. Los trabajos de Halfeld y Liais son considerados los más importantes del siglo XIX por su alcance y precisión técnica.
Debido a la grave sequía en la Región Sudeste de Brasil en 2014, el 23 de septiembre de 2014 el director del Parque Nacional da Serra da Canastra informó en una entrevista que el principal manantial del río São Francisco, situado en São Roque de Minas, se ha secado. Según el presidente del Comité de la Cuenca Hidrográfica del Río São Francisco (CBHSF), Anivaldo Miranda, la situación amenaza el nivel de las presas de la central hidroeléctrica de Três Marias y de la central hidroeléctrica de Sobradinho, además de comprometer la biodiversidad y la calidad del agua del río.

## Principales afluentes
Los principales afluentes del río São Francisco son, en dirección aguas abajo, los siguientes:
- Río Para, con una longitud de 310,6 km;[1]
- Río Paraopeba, con una longitud de 546,5 km;
- Río Abaeté, con una longitud de 306,5 km;
- Río das Velhas, con una longitud de 802,3 km;
- Río Jequitaí
- Río Paracatu, con una longitud de 485 km;
- Río Urucuia, con una longitud de 461,8 km;
- Río Verde Grande, con una longitud de 569,5 km;
- Río Carinhanha, con una longitud de 468,2 km;
- Río Corrente-Formoso
- Río Grande, con una longitud de 580 km;

## Puentes Interestatales
- Puente entre las ciudades de Colégio-AL y Propriá-SE (Alagoas y Sergipe)
- Puente en la BR-110 entre las ciudades de Delmiro Gouvea-AL y Paulo Afonso-BA (Alagoas y Bahía)
- Puente entre las ciudades de Juazeiro-BA y Petrolina-PE (Bahía y Pernambuco)